# Čmeľok
Čmeľok (709,0 m n. m.) je vrch v Malých Karpatech. Leží nad obcí Pernek, přibližně 8 km severozápadně od Modry.

## Poloha
Nachází se na jihu centrální části pohoří, v geomorfologickém podcelku Pezinské Karpaty a jeho části Kuchynská hornatina. kopec se nachází v Bratislavském kraji, na hranici okresů Malacky a Pezinok, zasahuje do katastrálního území obce Pernek a města Pezinok. Nejbližšími sídly jsou Pernek na západě, Kuchyňa na severozápadě a město Pezinok na jihovýchodě. Vrcholem protéká Štefánikova magistrála.

## Popis
Čmeľok je součástí hlavního hřebene Malých Karpat, který vede od jihu z nedalekého sedla Baba a pokračuje na vrch Čertov (752 m n. m.). Na vrcholu je umístěn vojenský radar. Na západě sousedí Kostolný vrch (481 m n. m.), na severu Javorina (703 m n. m.), Jágrová (713 m n. m.) a Čertov. Na severovýchodě se nachází Skalnatá (704 m n. m.), na východě Čierna skala (604 m n. m.) a Veľká homoľa (709 m n. m.). Západní svahy jsou napájeny Perneckým potokem, který se vlévá do řeky Maliny v povodí Moravy, zatímco východní svahy jsou odvodňovány řekou Blatinou, která je přítokem Malého Dunaje. Vrch patří do Chráněné krajinné oblasti Malé Karpaty.

### Výhledy
Nejednotný lesní porost kolem vrcholu umožňuje omezený výhled. Z vhodných míst jsou vidět mnohá pohoří Malých Karpat, Borská a Podunajská nížina, za příznivých podmínek také Považský Inovec, Vtáčnik, Tribeč a úpatí Alp.

## Přístup
- po  červeně značené magistrále:
  - ze severu od křižovatky
  - z jihu od Pezinské Baby
- po  žlutě značené trase přes Sedlo pod Javorinou:
  - od západu od obce Pernek
  - z východu od Modry-Harmonie přes Velkou Homoli[1]